# Spitzberg (Ludwigsstadt)
Spitzberg ist ein Gemeindeteil der Stadt Ludwigsstadt im Landkreis Kronach (Oberfranken, Bayern).

## Geographie
Der Weiler liegt in einer Mulde zwischen dem Spitzberg (591 m ü. NHN, 0,3 km nördlich) und dem Schwarzen Berg (625 m ü. NHN, 0,7 km südlich), beide Erhebungen des Frankenwalds. Spitzberg ist allseits von Wald umgeben. Eine Gemeindeverbindungsstraße führt zur Kreisstraße KC 26 bei Thünahof (1,3 km südöstlich).

## Geschichte
Spitzberg gehörte zur Realgemeinde Lauenstein. Gegen Ende des 18. Jahrhunderts bestand Spitzberg aus zwei Anwesen (1 Einödgehöft, 1 Tropfhaus). Das Hochgericht übte das bayreuthische Amt Lauenstein aus. Die Grundherrschaft hatte das Kastenamt Lauenstein.
Von 1797 bis 1808 unterstand der Ort dem Justiz- und Kammeramt Lauenstein. Mit dem Ersten Gemeindeedikt wurde Spitzberg dem 1808 gebildeten Steuerdistrikt Lauenstein und der 1818 gebildeten Ruralgemeinde Lauenstein zugewiesen. Am 1. Mai 1978 wurde Spitzberg mit der Gebietsreform in Bayern nach Ludwigsstadt eingegliedert.

### Einwohnerentwicklung
| Jahr      | 001818 | 001861 | 001871 | 001885 | 001900 | 001925 | 001950 | 001961 | 001970 | 001987 |
| Einwohner | *      | 29     | 23     | 17     | 25     | 19     | 15     | 19     | 14     | 5      |
| Häuser    | *      |        |        | 4      | 4      | 4      | 3      | 3      |        | 3      |
| Quelle    | [ 5 ]  | [ 7 ]  | [ 8 ]  | [ 9 ]  | [ 10 ] | [ 11 ] | [ 12 ] | [ 13 ] | [ 14 ] | [ 1 ]  |

## Religion
Der Ort ist evangelisch-lutherisch geprägt und nach St. Nikolaus (Lauenstein) gepfarrt.